# Golden Globe Awards 1946
Die dritte Verleihung der Golden Globe Awards wurde für den 6. März 1946 angekündigt, fand jedoch erst am 30. März desselben Jahres im Hollywood Knickerbocker Club in Los Angeles, Kalifornien statt.

## Preisträger

### Bester Film
Das verlorene Wochenende (The Lost Weekend) – Regie: Billy Wilder

### Bester Film zur Förderung der Völkerverständigung
The House I Live In – Regie: Mervyn LeRoy

### Bester Regisseur
Billy Wilder – Das verlorene Wochenende (The Lost Weekend)

### Bester Hauptdarsteller
Ray Milland – Das verlorene Wochenende (The Lost Weekend)

### Beste Hauptdarstellerin
Ingrid Bergman – Die Glocken von St. Marien (The Bells of St. Mary’s)

### Bester Nebendarsteller
J. Carrol Naish – A Medal for Benny

### Beste Nebendarstellerin
Angela Lansbury – Das Bildnis des Dorian Gray (The Picture of Dorian Grey)